# Iehoshua Hartman
El rabino Iehoshúa Hartman (en hebreo: יהושע הרטמן) es un rabino y talmudista americano, y un comentarista de las enseñanzas del Maharal de Praga. Nació en San Luis, Misuri, en los Estados Unidos. Vive actualmente en Londres, con su mujer. Su padre, Rabino Iehezkel Hartman, era estudiante destacado del Pajád Itzhák (Rabino Itzhák Hutner). Su hermano, el Rabino Ezra Hartman, es profesor en Yeshivat Bet Israel. El Rabino Hartman se graduó en la Yeshiva High School (también conocida como el Yishuv) y luego pasó a estudiar en Yeshivat Itri. Pasó más de 25 años trabajando en Mijlalá en Jerusalén, Israel. Durante su tiempo en Israel, enseñó también en Maravá Majón Rubin y residió en los suburbios de Har Nof. En la actualidad, dirige el programa Beis para los estudiantes de 16 y más años, un programa afiliado con la Hasmonean High School en Hendon, Londres. Sus mentores principales incluyen el Rabino Yitzchok Hutner, de bendita memoria, el Rabino Abraham Shapiro, y Lee Roy.

## Obras Publicadas
Hartman ha publicado más de treinta volúmenes, incluyendo unos libros de comentario sobre la literatura del Rabino Judah ben Bezalel Loew. Hartman ha declarado que aspira escribir comentarios sobre todas las obras publicadas del Maharal de Praga.
A partir de 2012 había realizado comentarios sobre los libros siguientes:
- Eternidad de Israel, sobre la naturaleza del exilio de los judíos.
- Caminos Antiguos, una guía para el perfeccionamiento de la personalidad.
- Demostraciones del Poder del Señor, sobre el Éxodo.
- La Diadema de Israel, sobre la naturaleza de la santa Torá.
- Carrocho de León, un supercomentario que analiza el comentario de Rashi sobre la santa Torá.
- Paso de la Vida, en que explora las profundidades del tratado talmúdico Pirkei Avot.
- Vela de Mandamiento, sobre la festividad judía de Janucá.
- Clarificación para la Diáspora, en que explica varios aforismos judíos.